# Sat.1
Sat.1 è un canale televisivo in lingua tedesca che ha le radici in Germania, Austria e Svizzera.
Le due sedi principali sono a Zugo e a Berlino.
Il direttore del canale è Joachim Kosack.
È stata la prima tv tedesca privata ad iniziare trasmissioni regolari, il 1º gennaio del 1984.
Tra i programmi più conosciuti ci sono:
- Deal or no Deal
- Hunter
- Numb3rs
- JAG
- Criminal minds
- K 11
- The Unit
- NCIS
- Il commissario Rex (1994-2008)
- Last Cop (2010-2014)

## Share dal 1987 al 2006
- 1987: 1,5 %
- 1988: 5,8 %
- 1989: 8,5 %
- 1990: 9,0 %
- 1991: 10,6 %
- 1992: 13,1 %
- 1993: 14,4 %
- 1994: 14,9 %
- 1995: 14,7 %
- 1996: 13,2 %
- 1997: 12,8 %
- 1998: 11,8 %
- 1999: 10,8 %
- 2000: 10,2 %
- 2001: 10,1 %
- 2002: 9,9 %
- 2003: 10,2 %
- 2004: 10,3 %
- 2005: 10,9 %
- 2006: 9,8 %

Dal 2000 fa parte al gruppo ProSiebenSat.1 Media, insieme a ProSieben, Kabel eins, N24 e 9Live.

## Direttori & ex direttori
- 1993-1995 Kurt Föckler
- 1995-2001 Fred Kogel
- 2001-2003 Martin Hoffmann
- 2003-2006 Roger Schawinski
- 2006-oggi Matthias Alberti